# Andromeda-Tower

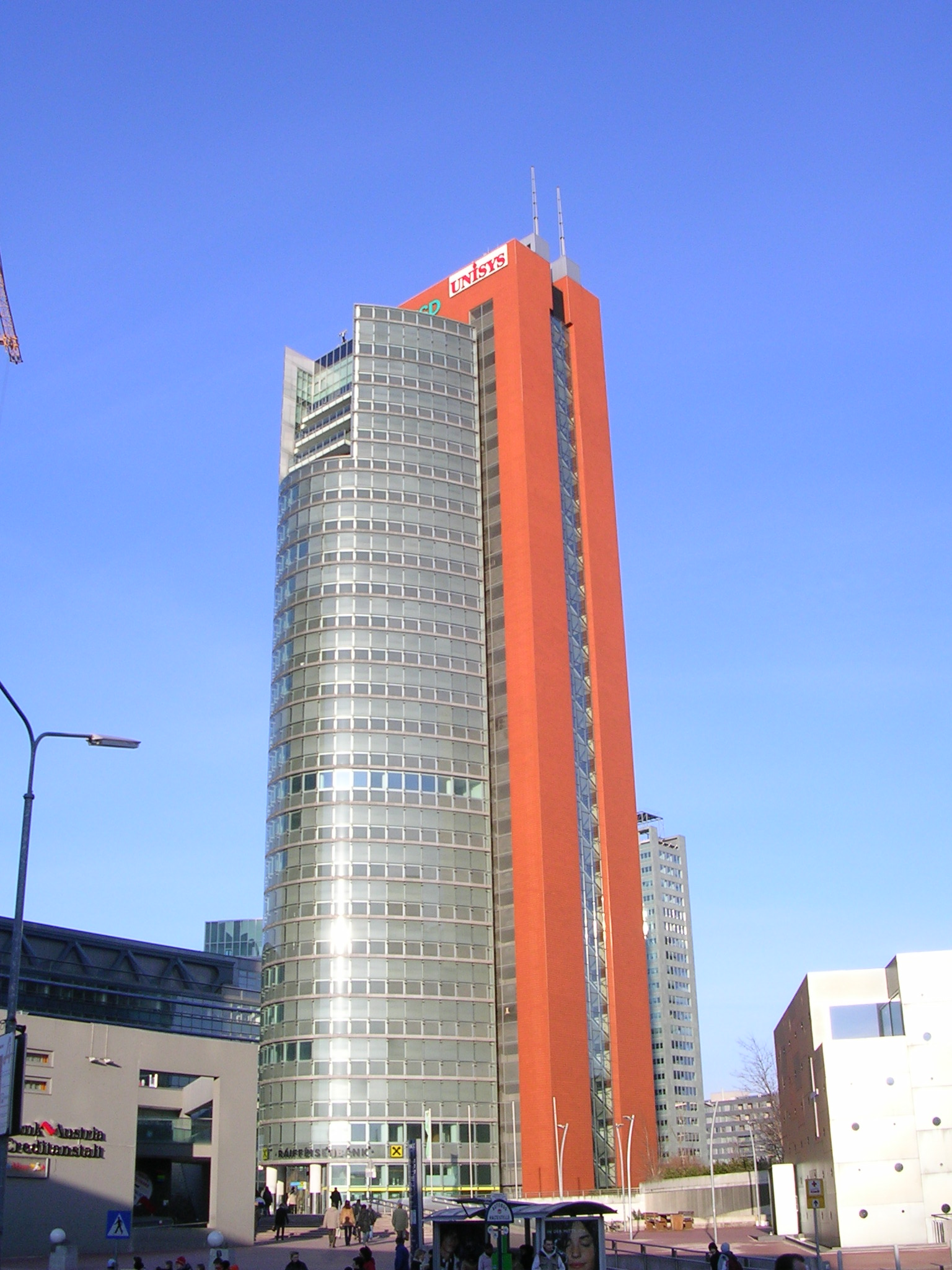
Andromeda-Tower

L'Andromeda-Tower est un gratte-ciel de la ville de Vienne, en Autriche, dans l'arrondissement de Donaustadt. 
Le bâtiment conçu par l'architecte Wilhelm Holzbauer fut construit entre 1996 et 1998. L'immeuble contient essentiellement des bureaux. Les principaux locataires sont l'ambassade du Japon en Autriche et les entreprises Unisys et General Electric. 
La superficie totale du bâtiment est de 34 450 m2. Il comporte 29 étages et s'élève à 103,5 m (113 m en incluant l'antenne située à son sommet). Il fait partie des plus hauts bâtiments de la ville de Vienne.